# Kasfjorden
Kasfjorden er en fjord i Harstad kommune i Troms og Finnmark fylke  i Norge. Den går 6,5 km mod sydøst til bygden Kasfjord i bunden af fjorden. Fjorden har indløb mellem Indre Elgsnes i nord og Bremnes i Kvæfjord kommune i syd. Kun den ydre, sydlige del af fjorden hører til Kvæfjord. Bygden Skjærstad ligger på vestsiden omkring halvvejs inde i fjorden. Østsiden af fjorden er en brat fjeldvæg som stiger stejlt op til Elgen på 534 moh. yderst i fjorden. Keipen ligger længere inde i fjorden på 496 moh. og er mindst lige så brat. Mellem disse to fjelde ligger Aunskaret.
Fylkesvej 1 (Troms) går langs vestsiden af fjorden.